# Кирнасівка
Кирнасівка — селище в Україні, у Тульчинській міській громаді Тульчинського району Вінницької області. До 2020 адміністративний центр Кирнасівської селищної ради.

## Географія
Селищем протікає річка Козариха, права притока Кільцівки.

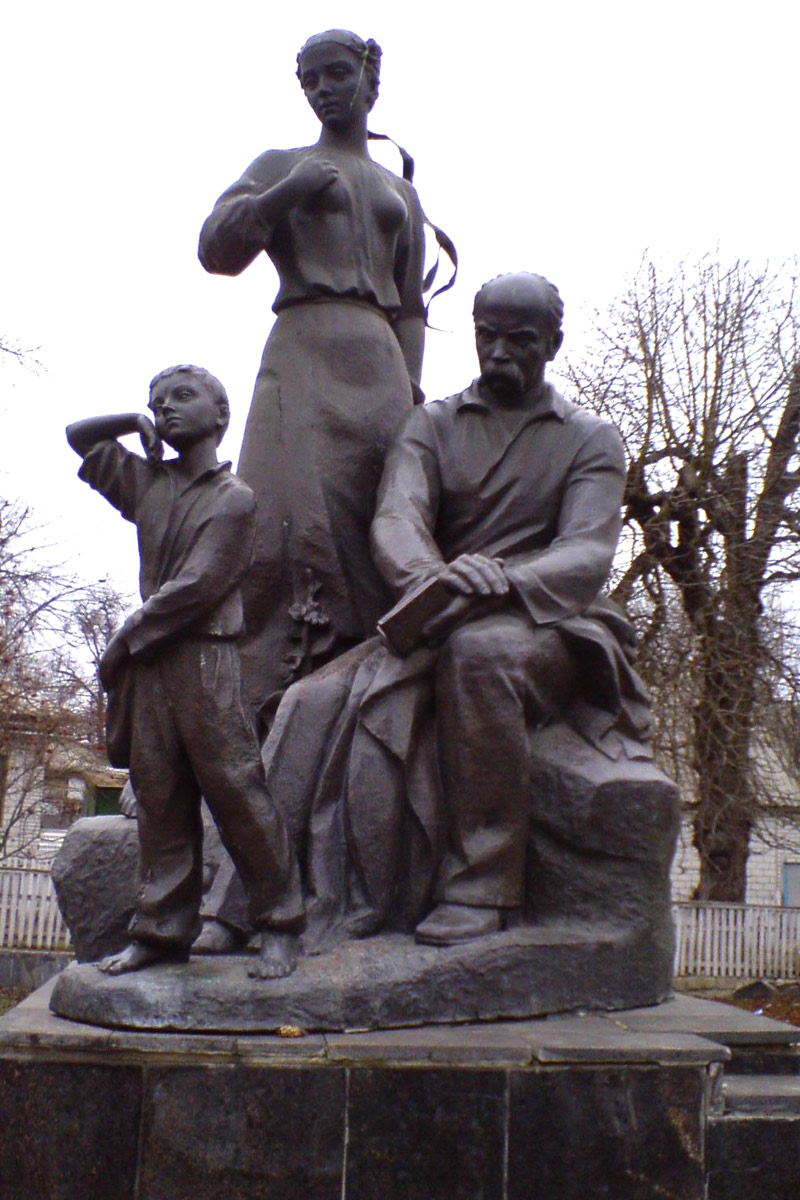
Пам'ятник Т. Г. Шевченку біля будинку культури

## Історичні відомості
Станом на 1885 рік у колишньому власницькому селі Клебанської волості Брацлавського повіту Подільської губернії мешкало 2980 осіб, налічувалось 441 дворове господарство, існували православна церква, школа, поштова станція, постоялий будинок, лавка, 5 млинів і винокурний завод.
1892 в селі існувало 600 дворових господарств, проживало 3250 мешканців.За переписом 1897 року кількість мешканців зросла до 4068 осіб (1915 чоловічої статі та 2153 — жіночої), з яких 3934 — православної віри.
7 (20) листопада 1917 року, відповідно до Третього Універсалу Української Центральної Ради, увійшло до складу Української Народної Республіки.
12 червня 2020 року, відповідно до Розпорядження Кабінету Міністрів України від  № 707-р «Про визначення адміністративних центрів та затвердження територій територіальних громад Вінницької області», увійшло до складу Тульчинської міської громади.
19 липня 2020 року, в результаті адміністративно-територіальної реформи та ліквідації Тульчинського району, селище увійшло до складу новоутвореного Тульчинського району.

## Частини міста
Сучасна Кирнасівка розділена на мікрорайони:
1. Центр;
2. СМУ;
3. Підмети;
4. Ковальова;
5. Слобода;
6. Пожарна;
7. Бар'як.

## Господарка
18 вересня 1966 року здано в експлуатацію нове підприємство Вінницького бурякоцукротресту — Кирнасівський цукровий завод.
Цукровий комбінат (В результаті рейдерського захоплення, був вирізаний на металобрухт), завод залізобетонних виробів (закритий та вирізаний на металобрухт).
У наш час [коли?] працюють два підприємства — ТОВ «Едельвейс» (птахокомбінат) та колишній колгосп.
Багато років місцевий колгосп очолював відомий організатор сільськогосподарського виробництва Федір Іванович Гриневич. Показники врожайності основних культур і приросту живої ваги тварин у господарстві практично щорічно були найвищими в районі і в області. Це давало змогу активно вести розширене відтворення виробництва, широко розбудовувати інфраструктуру колгоспу і населенного пункту. Кирнасівка десятиліттями займала високі місця за врожайністю в районі та області. За рекордно високі досягнення, як керівника господарства, Ф. І. Гриневича двічі представляли до удостоєння найвищої нагороди — звання Героя, проте районне начальство, з яким голова колгоспу ніколи не дружив, зажди блокувало цю відзнаку, відбуваючись черговими орденами, яких у нинішнього пенсіонера вже чимало. Мешкає Федір Іванович у рідному селі Вовчок Немирівського району Вінницької області.

## Культура та освіта
У Кирнасівській ЗОШ 1-3 ступенів знаходиться музей творчості Івана Дмитровича Коваля.
Краєзнавчий музей, картини у якому писала паралізована людина з великою жагою до життя, у картинах яких він написав відчувається той колорит, то тепло яке він хотів передати (у школі ЗОШ І-ІІІ ст. № 1), ЗОШ І-ІІ ст. № 2 допомагає лісництву дбати про ліс, та інтер'єр виконаний у природничому стилі (на це варто подивитися).

## Транспортне сполучення
Розташоване за 15 км від районного центру Тульчин. До райцентру можна дістатися автомобільною дорогою.
У селищі розташована залізнична станція Кирнасівка на лінії Вапнярка — Зятківці.
На станції зупиняються пасажирські поїзди на Одесу, на Львів, на Умань і Черкаси, а також приміські поїзди сполученням Вапнярка-Зятківці-Христинівка.
На станції Вапнярка можлива пересадка на приміські поїзди сполученням Вапнярка-Жмеринка-Козятин і Вапнярка-Одеса. На станції Христинівка можна пересісти на потяги до Умані та Черкас.

## Персоналії
- Федоринський Алім Володимирович (*1941) — український актор і кінорежисер.

## Галерея

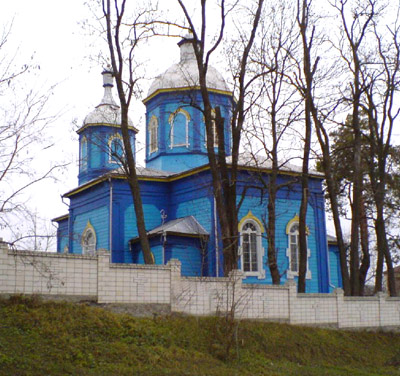
Церква Успіння Богородиці
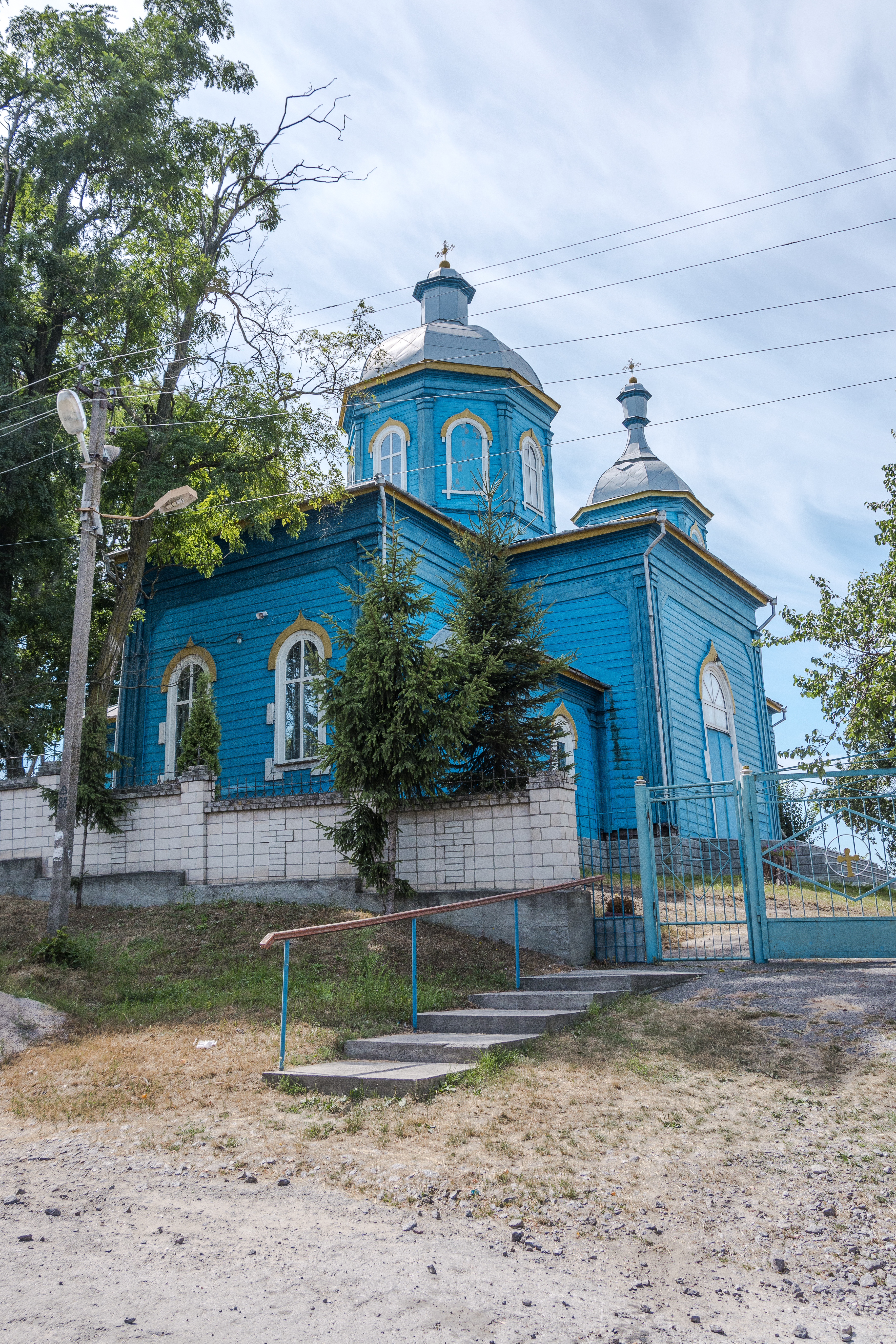
Церква Успіння Богородиці у 2020
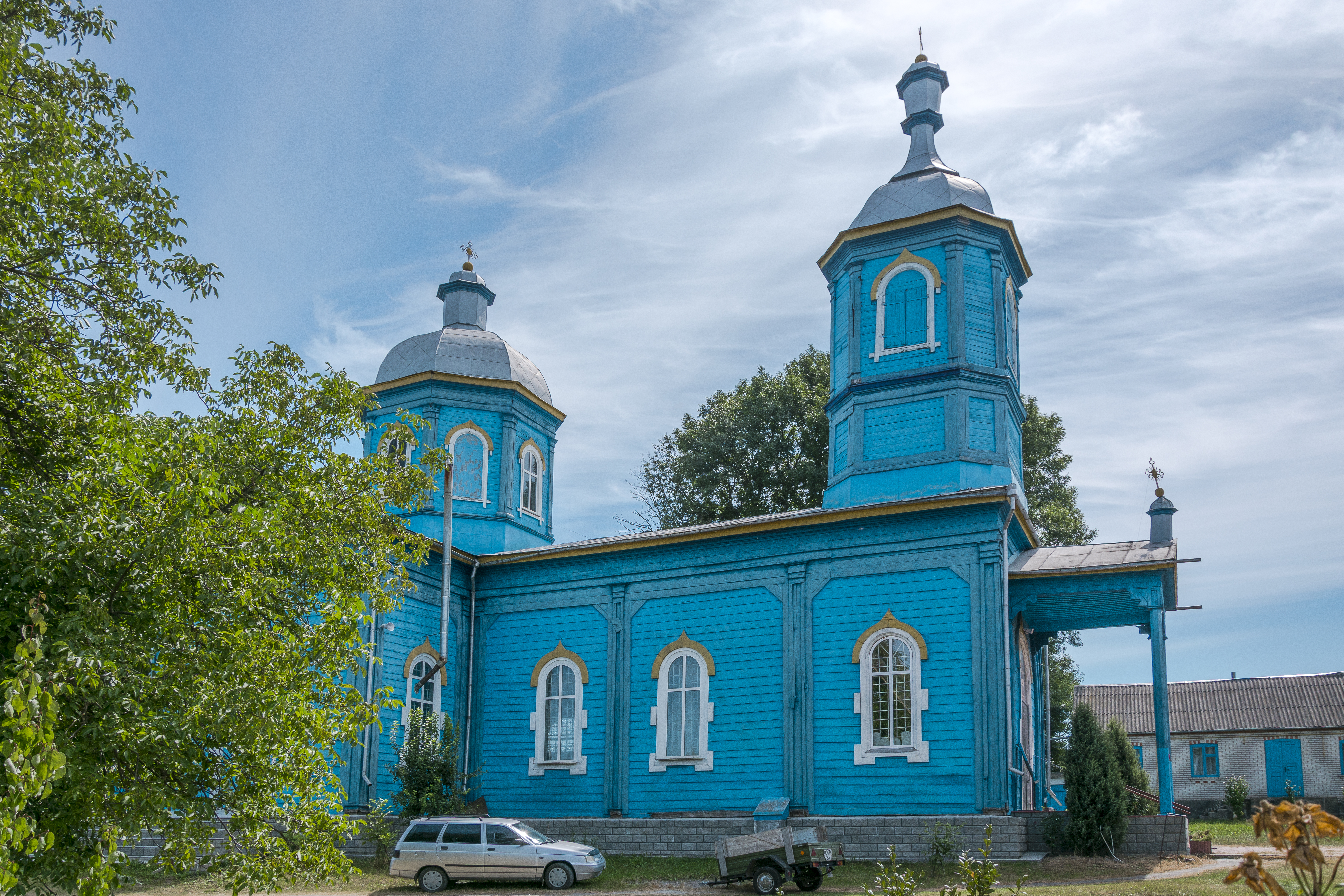